# Animal nocturno (programa de televisión chileno)

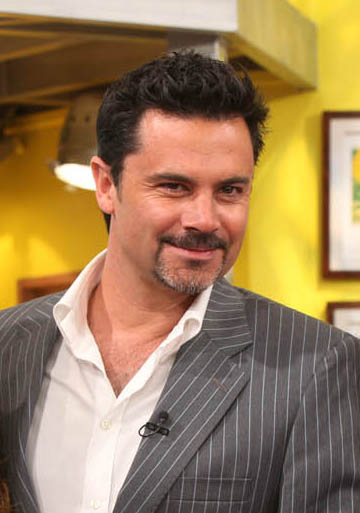
Felipe Camiroaga, presentador de Animal nocturno.

Animal nocturno fue un programa de televisión emitido por Televisión Nacional de Chile y conducido por Felipe Camiroaga, emitido desde 2006 hasta 2011. Se trató de un estelar de conversación con una escenografía que recrea un loft en el que el conductor recibe a diferentes personajes del acontecer nacional e internacional. La última temporada contó con la coanimación de Karen Doggenweiler.

## Historia
El productor ejecutivo Guillermo Muñoz fue el creador de este formato pensando para ser conducido por Felipe Camiroaga. Según declaró Muñoz en el programa TV o no TV, le costó convencer a los ejecutivos de TVN que Camiroaga debía tener un estelar. Los espacios que condujo anteriormente Ciudad gótica en 2003 y Novios, dulce condena en 2004 no obtuvieron buenos resultados. Animal nocturno proponía entrevistas en profundidad a personajes de la vida pública y también notas en terreno sobre temas de actualidad.
Se estrenó el domingo 16 de abril de 2006 y entre las notas que se realizaron, destaca una de Camiroaga en Antuco realizando el mismo recorrido de los soldados que fallecieron durante una tormenta. Además, se realizó una sección en la que un famoso se ponía en los zapatos de un anónimo. Algunos ejemplos: el empresario Sebastián Piñera como mendigo, la conductora de televisión Claudia Conserva como bailarina de un night club o el exfutbolista Gabriel Mendoza como travesti.
El programa también contó con figuras estables a lo largo de sus temporadas. En 2008 y 2009 Álvaro Salas realizaba una rutina de humor. En ese año, tras su exitoso paso como jurado del Festival de Viña del Mar, Catherine Fulop ofició de coanimadora durante algunos capítulos. En 2010 Karen Doggenweiler se integró como coanimadora, tras su paso por Halcón y camaleón donde hizo notas, y Natalia Valdebenito y Nathalie Nicloux estuvieron a cargo del humor.
La última temporada se realizó a principios de 2011, durante el verano. Durante las vacaciones de Camiroaga, Doggenweiler asumió la conducción.
El programa entrevistó a importantes personalidades como la entonces presidenta de Chile Michelle Bachelet Jeria; la madre de la secuestrada por las Farc, en Colombia Íngrid Betancourt, Yolanda Pulecio; la popular travesti, actriz y vedette argentina Florencia de la V; el empresario y después presidente de Chile Sebastián Piñera; el embajador de Chile en España Osvaldo Puccio; la modelo y actriz argentina Silvina Luna; el excéntrico empresario chileno Leonardo Farkas; la animadora chilena Raquel Argandoña; el popular humorista chileno Coco Legrand; el exfutbolista argentino y exentrenador de Colo-Colo Claudio Borghi; la animadora y ex Miss Universo Cecilia Bolocco; el famoso actor y guionista mexicano Roberto Gómez Bolaños ("Chespirito") junto a su mujer, la actriz Florinda Meza ("Doña Florinda"); la actriz e hija de Diego Armando Maradona, Dalma Maradona, el gran ex astro del fútbol chileno Iván Zamorano; la modelo y vedette argentina Luciana Salazar; el cantante y animador del programa infantil Cachureos, Marcelo Hernández; el ex chico reality argentino Carlos Nair Menem (hijo del expresidente trasandino), la ex primera dama de Chile Marta Larraechea; la escritora chilena Premio Nacional de Literatura Isabel Allende, el cantante español José Luis Perales; el famoso conductor de TV chileno Mario Kreutzberger ("Don Francisco"), el exvocalista de Los Prisioneros Jorge González, la banda de rock chilena Los Tres, el periodista padre de la farándula chilena Carlos Tejos, la cantante pop chilena Francisca Valenzuela, entre otros. 
El programa fue dirigido por Daniel Sagüés (exdirector de Pase lo que pase), su productor ejecutivo fue Guillermo Muñoz Rodríguez (exconductor de Enigma). Su editor periodístico era Jorge Mödinger y el productor periodístico era Belous Zúñiga.
La temporada 2009 comenzó el domingo 17 de mayo de ese año, con una entrevista exclusiva que Camiroaga hiciera al excomentarista deportivo Mauricio Israel en Tel Aviv. Durante las grabaciones en Israel, el equipo de Animal nocturno tuvo un fuerte altercado con el equipo del programa Primer plano, de Chilevisión, que también viajó a ese país aprovechando la entrevista. Los primeros seis capítulos de esta temporada contaron con la participación especial de Catherine Fulop.
En esta temporada Stefan Kramer participa realizando imitaciones a personajes como Marcelo Bielsa, Marco Enríquez-Ominami, Jorge Arrate y el propio Camiroaga. 
La temporada del 2009 tuvo como canción inicial y final Reach Out de Hilary Duff.
La temporada 2010 se programó para el segundo semestre de 2010, en TVN. Su equipo realizador desarrolló el programa Halcón y Camaleón, también conducido por Camiroaga junto con Stefan Kramer, durante junio de 2010, a propósito de la Mundial de Sudáfrica 2010.
La temporada 2010 comenzó con su coanimadora Karen Doggenweiler, también en su parte de humor lo llevó Natalia Valdebenito, Nathalie Nicloux y también los Difamadores y sus invitadas estrellas fueron Ingrid Betancourt y Olivia Newton-John. La temporada del 2010 tuvo como canción inicial y final Empire state of mind de Alicia Keys.
La temporada 2011 comenzó con la conducción de Karen Doggenweiler por las vacaciones de Felipe Camiroaga.